# Algirós
Algirós es el nombre que recibe el distrito número 13 de la ciudad de Valencia (España). Limita al norte con el municipio de Alboraya, al este con los Poblados Marítimos, al sur con Caminos al Grao y al oeste con Benimaclet y El Pla del Real. Su población era de 35.819 habitantes en 2023. Tiene una superficie de 295,9 y una densidad de población de 121. 

## Subdivisión y población
Algirós está compuesto por cinco barrios: L'Illa Perduda, Ciutat Jardí, Amistat, La Bega Baixa y La Carrasca.
L'Illa Perduda: 8.474 habitantes. El nombre se debe a la construcción de unos bloques de pisos aislados, en 1962, entre el Cabañal y la ciudad.
Ciutat Jardí: 11.684 habitantes. El nombre tiene un significado propagandístico, ya que la idea inicial era crear una zona baja de casas con jardín, sin embargo está idea quedó relegada ya que el bloque de casas ajardinadas quedó tapado y encerrado por edificios más altos. 
Amistat: 7.014 habitantes. Un barrio lleno de trabajadores ferroviarios. También el nombre tiene un significado propagandístico.
La Vega Baixa: 5.396 habitantes. Se refiere a la zona más baja De la Vega de Valencia. Perteneciente a la zona de Mestalla y ya próxima al mar. 
La Carrasca: 3.306 habitantes. Debido a una carrasca grande que daba sombra a esta zona tradicionalmente hortícola.

## Geografía física

### La acequia de Algirós
Algirós no surgió de un antiguo núcleo de población como otros barrios (Benimaclet, Campanar, Benicalap, Ruzafa), sino de la expansión de la ciudad hacia el este sobre la huerta. Su nombre deriva del árabe al-zurûb, que significa "el canal"; de esa manera llamaron los árabes a la ramificación de la acequia de Mestalla que, desde los actuales Jardines del Real, llegaba hasta el poblado del Cabañal con un trazado sinuoso. Algirós es una de las pocas acequias importantes que se nombran en el Llibre de Repartiment, documento que especifica las donaciones de terrenos del Reino de Valencia tras su conquista por Jaime I.

### El camino de Algirós
Con un trazado próximo a la acequia de Algirós existía un camino de origen medieval que adoptó el mismo nombre. Esta antigua vía arrancaba desde el cauce del río Turia a la altura del actual puente de la Exposición (popularmente conocido como "La Peineta" o "Puente de Calatrava"), y recorría la huerta con numerosas curvas hasta adentrarse en el Cabañal en un punto cercano a la antigua estación de tren de este barrio. El camino de Algirós también recibió el nombre de "camino Nuevo", como atestigua un plano del Padre Tosca del siglo XVIII, en referencia a que era más moderno que el camino Viejo del Grao (camí Vell del Grau en valenciano) y el camino Hondo del Grao (camí Fondo del Grau en valenciano). Paradójicamente, también se le llamó "camino Viejo del Cabanyal", ya que el camino del Cabanyal, situado más al norte, surgió posteriormente.[cita requerida]. Algirós es un distrito que se conoce más como Camino del Cabañal (Camí del Cabanyal en valenciano).

## Historia
La huerta de Algirós fue un paisaje apenas poblado hasta el siglo XX; tan sólo vivían en ella los habitantes de las dispersas casas de campo que lo salpicaban, mayoritariamente labradores. Hasta el siglo XIX no se registraron en esta área sucesos de cierta relevancia histórica, como que en ella se establecieron, en 1812, algunas tropas del mariscal Suchet en la invasión francesa de Valencia. También cabe destacar la aparición de las vías de Valencia a Tarragona, y con ello la estación del Cabanyal, en 1862, y la construcción de la estación de la Compañía Central de Aragón en 1902, al principio de lo que actualmente es la avenida de Aragón. Años antes, en 1900, se terminó el Palacete de Ayora, el jardín del cual se amplió posteriormente hasta su extensión actual. También se construyó en Algirós el primer campo de fútbol en que jugó el Valencia C. F., el cual se inauguró el 7 de diciembre de 1919 detrás de los cuarteles de caballería de la Alameda y que fue compartido por momentos con el Levante FC. Este terreno de juego se utilizó hasta la inauguración del Mestalla en 1923, a unos 500 metros al norte del antiguo.
La urbanización de la huerta comenzó en 1928, con la construcción del Barrio La Amistad, el cual fue poblado fundamentalmente por ferroviarios y tranviarios. Sin embargo, la rápida ocupación de la huerta empezó cuando se estableció definitivamente el trazado del paseo de Valencia al Mar, actualmente avenida de Blasco Ibáñez. Entre 1955 y 1962 se construyeron los bloques de l'Illa Perduda (la Isla Perdida), llamados popularmente así porque por aquel entonces estaban aislados en medio del campo. En 1968 se terminó el Instituto de Enseñanza Media Sorolla, al final de la extinta Senda Albors, al cual empezaron a ir los alumnos en el curso 1967/68, con el edificio aún en obras. A partir de los setenta, la fiebre urbanizadora construyó en el campo, del cual se conservaron pequeños vestigios hasta 2006, año en que una iglesia cubrió el último trozo del camino de Algirós, cercano al cruce entre las calles Poeta Andrés Cabrelles y Campoamor.[cita requerida]
Es el cuarto distrito con la renta per cápita más alta de la ciudad.Cabe destacar que el distrito de Algirós, es una de las pocas acequias realmente importantes que son nombradas en el Llibre de Repartiment, un documento que consiguió especificar las donaciones de terrenos del Reino de Valencia tras la conquista de Jaume I.

## La cruz de Algirós
La celebración de San Vicente Mártir, que se promocionó en la radio en los años 50, va más allá de las simples cruces. La Cruz del camino de Algirós, que formaba parte de la antigua ruta del Cabanyal, tiene sus raíces en un pequeño palacio árabe. De acuerdo a Manuel Malo de Molina, este era un espacio para los guardianes del rey y los "Geros". Algirós también nombra a una acequia en Mestalla, que Dña. María Rueda transformó con una bóveda. Las cruces marcan rutas significativas, como la de Algirós y la del Cabanyal, y normalmente se ubicaban en los confines de Valencia, no entre los barrios.

## El campo de Algirós
Este campo, inaugurado el 7 de diciembre de 1919, fue el primero donde el conjunto valencianista comenzó a crear sus primeros compases a nivel profesional como local. Aquí el Valencia CF estuvo jugando casi 4 años, desde su fecha de inauguración hasta 1923, que se construyó el Camp de Mestalla. Esto se debió al gran crecimiento de los aficionados, y por tanto fue necesario disponer de un recinto mucho más espacioso para albergar a toda la afición. El campo ocupaba un solar delimitado por zona posterior de los cuarteles de Caballería de Alameda, la calle Finlandia y la Avenida de Aragón. 
El debut del equipo en este campo se disputó a las tres tarde, domingo, y el equipo valencianista salió con Pascual Gascó, Nicolás Guerediaín, Julio Gascó, Pepe Llovet, Juan Piñol, José Marín, Vicente Ferré, Gómez Juaneda, Luis Fernández, Eduardo Cubells y Salvador Aliaga cómo titulares. Desde este preciso instante, ir a ver al Valencia se convirtió en algo habitual para los aficionados. El despertar de este nuevo equipo generó una gran expectación, esto provocó que acudir a los encuentros del Valencia CF fuese una gran muestra de modernidad en aquella época.

## Patrimonio

### Patrimonio Religioso
- Mezquita de Xúquer: La Mezquita de Xúquer o la también conocida como la Gran Mezquita de Valencia fue inaugurada en 1992 y en la actualidad cuenta  con capacidad para medio millar de personas.[11]
- Parroquia del Espíritu Santo
- Parroquia San Prudencio Obispo

### Patrimonio Civil
- Mercado de Algirós: El Mercado de Algirós fue construido a finales del siglo pasado y es uno de los lugares en los que de una manera más fidedigna se puede apreciar el alma de Algirós.
- Rastro de Valencia: El Rastro de Valencia es un mercado que se celebra los domingos y festivos de 8:00 a 14:00 entre la  Avenida de Tarongers y Serrería, concretamente en la Plaça d'Amèlia Chiner. En este mercado que intenta emular al famoso mercado madrileño de mismo nombre (El Rastro de Madrid), se exponen antigüedades y objetos de segunda mano.[5]

## Política
Algirós al formar parte del municipio de Valencia está gobernado por una corporación local formada por concejales de Valencia elegidos cada cuatro años por sufragio universal, los cuales a su vez eligen un alcalde. El censo electoral está compuesto por todos los residentes empadronados en Valencia mayores de 18 años y nacionales de España y de los otros países miembros de la Unión Europea. En el distrito de Algirós en las últimas elecciones autonómicas ganó Compromís con el 23,45%.
Asimismo, en las últimas elecciones municipales, las de 2019, en el distrito también ganó Compromís con el 30.41%.Los resultados de este distrito sumado a los del resto de distritos de la ciudad de Valencia, hicieron que con 10 concejales el ganador de las municipales fuera el propio partido de Compromís liderado por el alcalde Joan Ribó.
En las elecciones municipales de 2023, los resultados fueron distintos a los de 2019. Hubo un total de 27.376 votos, los cuales 20.165 fueron destinados a distintas candidaturas y 6.896 votaron abstención. En relación con las elecciones pasadas, Compromís no fue la candidatura más apoyada, ya que en 2019 contaba con 6.054 votos, colocándose en primera posición, y en 2023 contó con 5.417. A pesar de la pérdida de votos respecto a la candidatura de 2019, se encuentra en la segunda posición, siendo superada por el PP, con un total de 7.130 votos. Después del PP y Compromís, encontraríamos al PSOE (Partido Socialista Obrero Español) como tercer partido más votado en las elecciones municipales, con 4.130 votos. En relación con las candidaturas pasadas, el top 3 solo habría cambiado la posición entre el Partido Popular y Acord Per Guanyar. Después de estos 3 partidos ya encontraríamos a candidaturas como VOX, CS, UNIDES PODEM-ESQUERRA UNIDA...
En las elecciones generales no habría tampoco mucha diferencia con las municipales. Se encuentra como la candidatura más apoyada la de Feijóo, el PP, en segunda posición el PSOE y en tercer lugar Compromís. 

## Cultura

### Fiestas
- Fallas: La localidad cuenta con 14 comisiones falleras, "Barri de Sant Josep", "Séneca-lecla", "República Argentina-Doctor Pallarés Iranzo", "L'Alguer-Enginyer Rafael Janini" "Iecla-Cardenal Benlloch", "Doctor Manuel Candela-Beatriu Tortosa", "Josep Maria Haro-Poeta Mas i Ros", "Lleons-Poeta Mas i Ros", "Blasco Ibáñez-Mestre Ripoll", "Hondures (Pl.)", "Cedre-Explorador Andrés", "Sèneca-Poeta Mas i Ros", "Tarongers-Universitat Politècnica" y "Ruben Darío-Fra Lluís Colomer".[17]
- Bonica Fest: Se trata de una festividad gratuita que acogen los mercados municipales de Valencia, entre los que se encuentra el mercado de Algirós. Dicha festividad consiste en un día donde los mercados aportan gastronomía y cultura, a través de la exposición de puestos gastronómicos y diferentes actividades culturales como bailes o conciertos.[18]

## Educación
Sin lugar a dudas el distrito de Algirós es uno de los más importantes en lo que a educación se refiere de la ciudad de Valencia. Es una zona en la que entre otros grandes lugares educativos está situado el campus más grande de la Universidad Politécnica de Valencia y alguna de las facultades de la Universidad de Valencia. No obstante, es un distrito con más centros educativos, como los que a continuación se muestran. 
- Universidad Politécnica de Valencia
- Universidad de Valencia
- IES Cabanyal
- IES Ramón Llull
- IES Serpis
- Colegio Público Federico García Lorca
- CEIP Vicente Gaos
- Colegio Nuestra Señora del Pilar
- Colegio Público Municipal Santiago Grisolía

Esta zona se caracteriza por tener mucha diversidad en el ámbito de la educación. No solo se encuentran centros de educación postobligatoria, también encontramos centros de educación preescolar e infantil, 8 públicos y 7 privados, y centros de educación obligatoria. Dentro de la educación obligatoria se encuentran la educación primaria, con un total de 6 centros públicos, y la educación secundaria obligatoria (ESO), donde hay hasta un total de 4 centros públicos. 

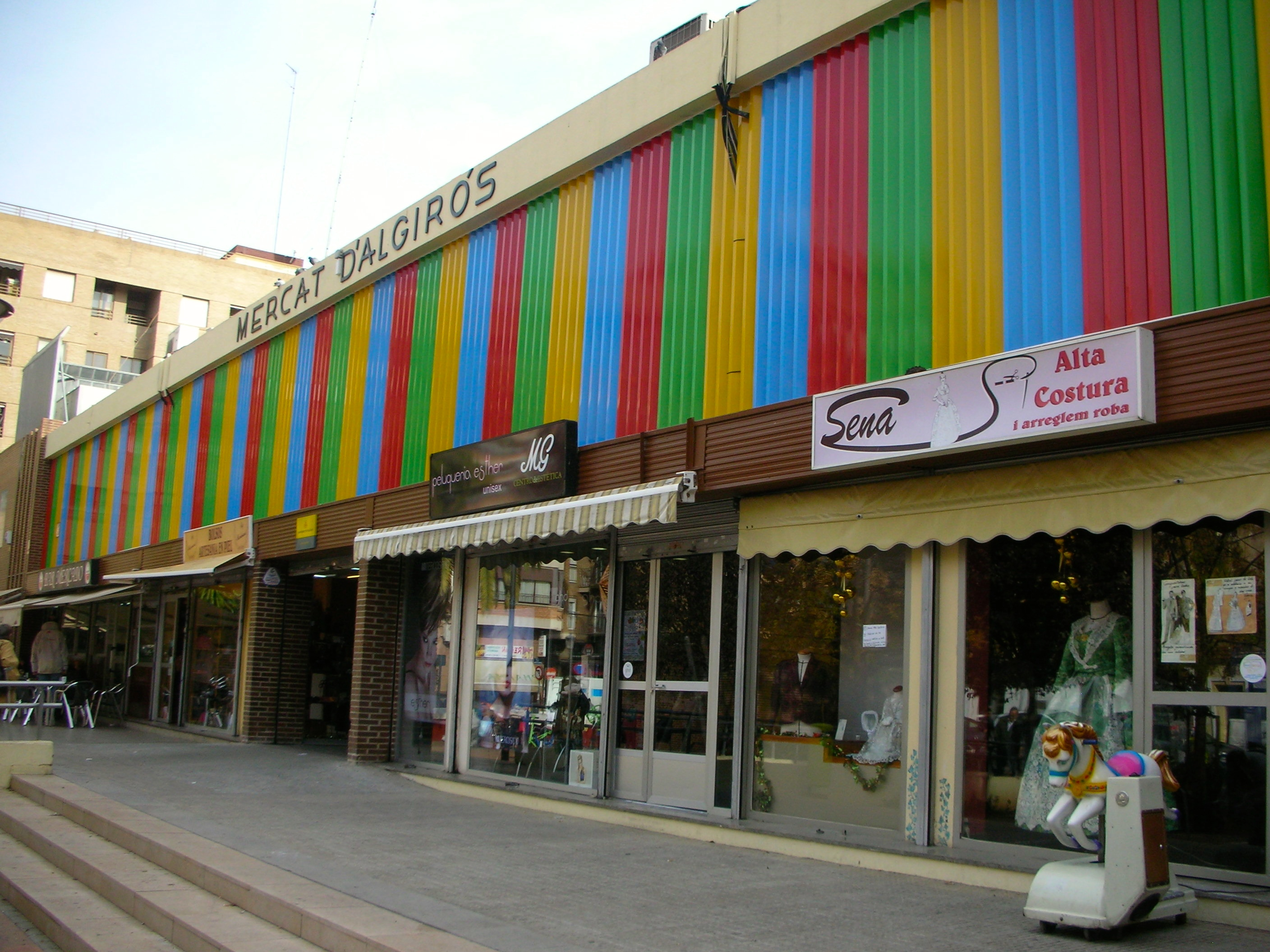
Mercat d'Algirós (València). Accés principal

## Mercado de Algirós
El mercado de Algirós fue construido a finales del siglo XX e inaugurado el día 9 de junio de 1983. El mercado está situado en la plaza de San Felipe Neri, próximo al Jardín y Palacete de Ayora. Es considerado patrimonio de los valencianos, no tanto por infraestructura sino por el constante vaivén de los vecinos durante todas las mañanas. Asimismo, cuenta con una gran variedad de puestos de alimentación y servicios a domicilio que hacen todavía más interesante este icónico lugar.
A pesar de no ser uno de los mercados más grandes que tiene Valencia, todas las mañanas van y vienen grandes cantidades de personas. Esto se debe a la ubicación estratégica que tiene y el fácil acceso que posee, ya que se puede acceder por varios métodos de transporte (metro, tranvía o bus).

## Transportes
En el distrito de Algirós podemos encontrar una parada de metro, "Amistat - Casa de Salud". Una parada que pertenece a las líneas 5 y 7, las cuales finalizan su trayecto en la parada "Marítim - Serrería" e inician el recorrido en las paradas "Aeroport" y "Torrent Avinguda" respectivamente. Esta parada recibe el nombre del hospital "La Salud" uno de los más prestigiosos de la ciudad. Además de la parada de metro, también podemos encontrar cuatro paradas de tranvía en la zona norte del distrito, las cuales son pertenecientes a las líneas 4 y 6. Los nombres de estas cuatro paradas son: "Universitat Politècnica", "La Carrasca", "Tarongers - Ernest Lluch" y  "Serrería". De la misma forma, al ser un distrito en el que están situadas partes de la Universidad de Valencia y el campus principal de la Universidad Politécnica de Valencia, hace que las líneas de autobús que pasen por Algirós sean numerosas.